# گاریویل (لوئیزیانا)
گاریویل (به انگلیسی: Garyville) شهری در ایالت لوئیزیانا کشور ایالات متحده آمریکا است که جمعیت آن در سرشماری سال ۲۰۱۰ میلادی، ۲٬۸۱۱ نفر بوده‌است.